# Église Saint-Félicien de Saint-Félicien
L'église Saint-Félicien est une église située en France dans la commune de Saint-Félicien, dans le département de l'Ardèche en région Auvergne-Rhône-Alpes.
L'édifice fait l’objet d'une inscription au titre des monuments historiques depuis le 30 avril 1982.

## Localisation
L'église est située au cœur de Saint-Félicien, dans le département français de l'Ardèche.

## Historique
- Xe siècle : Des moines de Saint-Barnard de Romans-sur-Isère fondent une abbaye (donc construisent une église) et y déposent les reliques de saint Félicien.

L'église actuelle est le résultat de différentes périodes de construction  : deuxième moitié du XIIe siècle ; XVIIe siècle ; XIXe siècle. Rénovée dans les années 1970 - 1971, elle est inscrite au titre des monuments historiques en 1982.
- 1994 : Les paroisses catholiques du canton de Saint-Félicien et à l’exception de celles d’Arlebosc et de Lafarre forment l’« Ensemble Inter Paroissial de Saint-Félicien ».
- 2003 : Création de la paroisse « Saint-François Régis des vals d’Ay et de la Daronne », par fusion des paroisses catholiques situées sur les territoires des cantons de Satillieu et de Saint-Félicien à l’exception d’Arlebosc (1er janvier) [2].
- 2015 : Lancement d'une souscription en vue de la rénovation de l'église.
- 2016 : Rénovation des toitures.

## Description
Composée d’un clocher massif placé sur la croisée du transept, l’église comporte plusieurs nefs. La façade principale est surmontée par une Vierge à l'Enfant.

## Vocable
Saint Félicien, citoyen romain et martyr chrétien décapité le 9 juin 286 à l'âge de 80 ans est le patron de cette église.

## Visite de l'édifice

### Le sanctuaire
Plusieurs éléments aux fonctions liturgiques précises :
- le siège de présidence,
- la Croix du Christ,
- l’ambon,
- l’autel,
- le tabernacle se trouvant à droite de l'autel

ont été mis en place à l'issue de la réforme liturgique issue du Concile Vatican II.

### Cloches
Plusieurs cloches assurent ici les sonneries civiles (heures) et religieuses.

## Chronologie des curés

### ? – 1994
Un curé, aidé parfois d'un vicaire a la charge de la paroisse dont le territoire correspond approximativement à celui de la commune.

### 1994 – 2003
Une équipe presbytérale dont les membres sont « curés in solidum » (responsables solidairement) a la charge de l’ensemble des paroisses catholiques du canton de Saint-Félicien sauf celles d'Arlebosc et de Lafarre (Ensemble Inter Paroissial de Saint-Félicien).

### Depuis 2003
Avec la création de la paroisse Saint-François Régis (Ay, Daronne) dont le territoire comprend les cantons de Satillieu et de Saint-Félicien à l’exception d’Arlebosc,  soit les vallées de l’Ay et de la Daronne, une Équipe d’Animation Pastorale (E.A.P.) composée de laïcs en mission et de prêtres nommés « curés in solidum » à la charge de la paroisse nouvelle.